# Kew
Kew é um distrito do borough de Richmond upon Thames, localizado a sudoeste de Londres.
É famoso por ser a sede dos Jardins Botânicos Reais de Kew, do Kew Palace e dos Arquivos Nacionais do Reino Unido.
O distrito apresenta diversas lojas junto à estação dos jardins reais, diversos restaurantes e cafés, e uma mistura de vendedores ambulantes. A maior parte de Kew se desenvolveu no final do século XIX com a chegada da linha District do metrô de Londres, e sua característica são as grandes casas separadas ou semi-separadas. É uma zona residencial de padrão elevado devido, em parte, ao acesso fácil às linhas de transporte e a proximidade com os jardins reais. 
Kew é conhecido também por alguns de seus habitantes famosos, como o ator Ray Brooks e a jornalista de televisão da BBC Sophie Raworth.
O nome Kew é a combinação de duas palavras: "quay" derivada de "kai" , que no francês antigo significa "lugar de ancoragem ou ancoradouro", e do antigo inglês "hoh" que significa "dente de terra". O dente de terra é a curvatura do Rio Tamisa. O nome foi registrado em 1327 como "Cayho" (*). 
A igreja de Kew, devotada a Santa Ana (em inglês Saint Anne's Church) foi consagrada em 1714 em memoria da Reina Ana da Grã-Bretanha. Em seu cemitério, tem as sepulturas dos artistes de Thomas Gainsborough e Johann Zoffany, e dos botânicos e directores dos Jardins Reais de Kew de William Jackson Hooker e seu filho Joseph Dalton Hooker. O duque Adolfo de Cambridge e a sea mulher Augusta de Hesse-Cassel eram sepultados em um mausoléu a leste da igreja até de ser trasladados na Capela de São Jorge de Windsor no ano 1930.

## Nota
- (*). Room, Adrian: “Dictionary of Place-Names in the British Isles”, Bloomsbury, 1988.